# Фрањете Примо - Екс Фрањете (Изернија)
Фрањете Примо - Екс Фрањете је насеље у Италији у округу Изернија, региону Молизе.
Према процени из 2011. у насељу је живело 52 становника. Насеље се налази на надморској висини од 564 м.